# NGC 2494
NGC 2494 è una galassia lenticolare situata nella costellazione dell'Unicorno, a una distanza di circa 183 milioni di anni luce dalla nostra Via Lattea.

## Scoperta
La galassia è stata scoperta il 6 febbraio 1864 dall'astronomo tedesco Albert Marth. 
Il 3 febbraio 1888, la galassia venne osservata dall'astronomo statunitense Lewis Swift; la sua descrizione è stata in seguito inserita nell'Index Catalogue con il codice IC 487.

## Descrizione
NGC 2494 presenta una larga riga a 21 cm dell'idrogeno neutro.
Nella galassia sono presenti anche regioni di idrogeno ionizzato.